# 杰勒阿尕什镇
杰勒阿尕什镇，是中华人民共和国新疆维吾尔自治区塔城地区额敏县下辖的一个乡镇级行政单位。
2012年，新疆维吾尔自治区人民政府批复同意撤销杰勒阿尕什乡建制，设立杰勒阿尕什镇。

## 行政区划
杰勒阿尕什镇下辖以下地区：
阔达尔村、阿克努拉村、吉也尼铁克村、乌勒肯托尕木村、桑墩东村、农中村、纳仁恰汗库勒村、喀尔尕勒东村、桑墩西村、木呼苏村、阔克塔斯村、喀拉苏村、布呼图村、上杰勒阿尕什村、喀尔尕勒西村、克孜勒黑亚村、中杰勒阿尕什村、下杰勒阿尕什村和牧业队。